# Гапиенко, Олеся Васильевна
Олеся Васильевна Гапиенко (род. 8 августа, Ташкент) — российская артистка балета, балерина Театра оперы и балета Санкт-Петербургской консерватории. Лауреат XVIII международного конкурса артистов балета «Citta di Rieti», Италия, лауреат международного балетного конкурса «Rigas pavasaris» («Рижская весна»), город Рига, Обладатель приза за лучший номер современной хореографии, балетмейстер Клер Бриант «Двое» на конкурсе "Арабеск" в городе Пермь.

## Биография и творчество
В 2002 Окончила Ташкентское государственное хореографическое училище.
По окончании училища работала в ГАБТ им. А. Навои (Ташкента) солисткой балета.
В 2005 переехала в Россию.

С 2007 по 2008 год — Работала артисткой балета Санкт-Петербургского государственного академического театра балета им. Леонида Якобсона.
С 2008 по 2018 год — ведущая солистка Театра оперы и балета Санкт-Петербургской консерватории. В театре исполняла следующие партии — Золушка («Золушка», хор. О. Виноградова), Одетта-Одилия («Лебединое озеро»), Маша («Щелкунчик», хор. Д. Авдыша), Пахита («Пахита»), Классический дуэт («Жизель»), 7-й Вальс, Мазурка («Шопениана, или Сильфиды»), Pas de deux Дианы и Актеона из балета «Эсмеральда» (в концертных программах) и другие роли.
В 2013 году окончила Санкт-Петербургскую консерваторию и получила специальность «Педагог-репетитор» по классу профессора, нар. арт. СССР Г. Т. Комлевой).
В 2017 окончила педагогический факультет Академии Русского балета А. Я. Вагановой (класс профессора И. А. Трофимовой). В 2023 году числится аспирантом Академии Русского балета.
За время карьеры гастролировала за рубежом в таких странах как Испания, Франция, Австралия, Португалия, Италия, Китай, Япония, Мексика, Центральная Америка, Объединённые Арабские Эмираты.
С 2017 года является приглашённой солисткой Арт-Центра «Сен-Мишель». С этим коллективом принимала участие в гастролях в Бельгию.
По состоянию на 2023 год трудится в государственном Санкт-Петербургском театре детского балета артистом балета исполняющим сольные партии и в Школе Классического Балета им. Н. А. Долгушина преподавателем классического балета.

## Репертуар
| Партия                                                       | Балет             | Хореография                     | Композитор                 |
| Золушка                                                      | Золушка           | О. М. Виноградов                | Сергей Прокофьев           |
| Зулейхон                                                     | Хумо              | Г. Алексидзе                    | А. Эргашев                 |
| Принцесса Аврора, па-де-де голубой птицы и принцессы Флорины | Спящая красавица  | М. Петипа                       | Пётр Чайковский            |
| Одетта, Одиллия, па-де-труа                                  | Лебединое озеро   | М. Петипа и Л.Иванов            | Пётр Чайковский            |
| Жизель, вставное па-де-де                                    | Жизель            | Ж. Перро, Ж. Коралли, М. Петипа | А. Адан                    |
| Маша                                                         | Щелкунчик         | Д. Авдыш                        | Пётр Чайковский            |
| Маша                                                         | Щелкунчик         | В. Вайонен                      | Петр Чайковский            |
| па-де-де Дианы и Актеона                                     | Эсмеральда        | А. Ваганова                     | Ч. Пуньи (муз. вар. Дриго) |
|                                                              | Па-де-катр        | Долин                           | Ч. Пуньи                   |
| Пахита                                                       | Пахита            | М.Петипа                        | Л. Минкус                  |
| Медора                                                       | Корсар            | Ж. Перро и М. Петипа            | А. Адан                    |
| Китри                                                        | Дон Кихот         | А. Горский                      | Л. Минкус                  |
| Джульетта                                                    | Ромео и Джульетта | Л. Лавровский                   | Сергей Прокофьев           |
| Вальс, мазурка                                               | Шопениана         | М. Фокин                        | Фредерик Шопен             |
| Па-де-де                                                     | Пламя Парижа      | Вайнонен, Василий Иванович      | Асафьев Борис Владимирович |

## Награды и премии
- Лауреат XVIII международного конкурса артистов балета «Citta di Rieti», Италия 2000 год, Бронзовая награда
- Лауреат международного балетного конкурса «Rigas pavasaris» («Рижская весна»), город Рига 2001 год, Главный приз
- Приз за лучший номер современной хореографии, балетмейстер Клер Бриант «Двое», на конкурсе «Арабеск» город Пермь.

## Участие в международных фестивалях
- Фестиваль современного танца в Алжире 2014 год,
- Фестиваль «В гостях у Л. Гергиевой», Владикавказ 2013 год,
- Фестиваль «Context» Дианы Вишневой в городе Москва 2014 год
- Фестиваль балета и оперы в Сыктывкаре 2015 год,
- Международный балетный фестиваль «Чебоксары XX, XXI» 2016 и 2017 год,
- Дипломант франко-русских встреч по танцу посвящённых 200-летию со дня рождения Мариуса Петипа 2018 год,
- Фестиваль Российские вечера в Италии (Модена)"Виват балет" О. Виноградова 2018 г.